# هولدن کاپریس
هولدن کاپریس (انگلیسی: Holden Caprice)
یک ماشین سایز بزرگ لوکس است که توسط هولدن در استرالیا از ۱۹۹۰ تا اکتبر ۲۰۱۷ تولید شده است. تمام نسل‌های این خودرو بر پایه پلتفرم‌های شورولت کاپریس ساخته شده اند و به طور کلی این خودرو کاپریس استرالیا است.